# Sare gemă

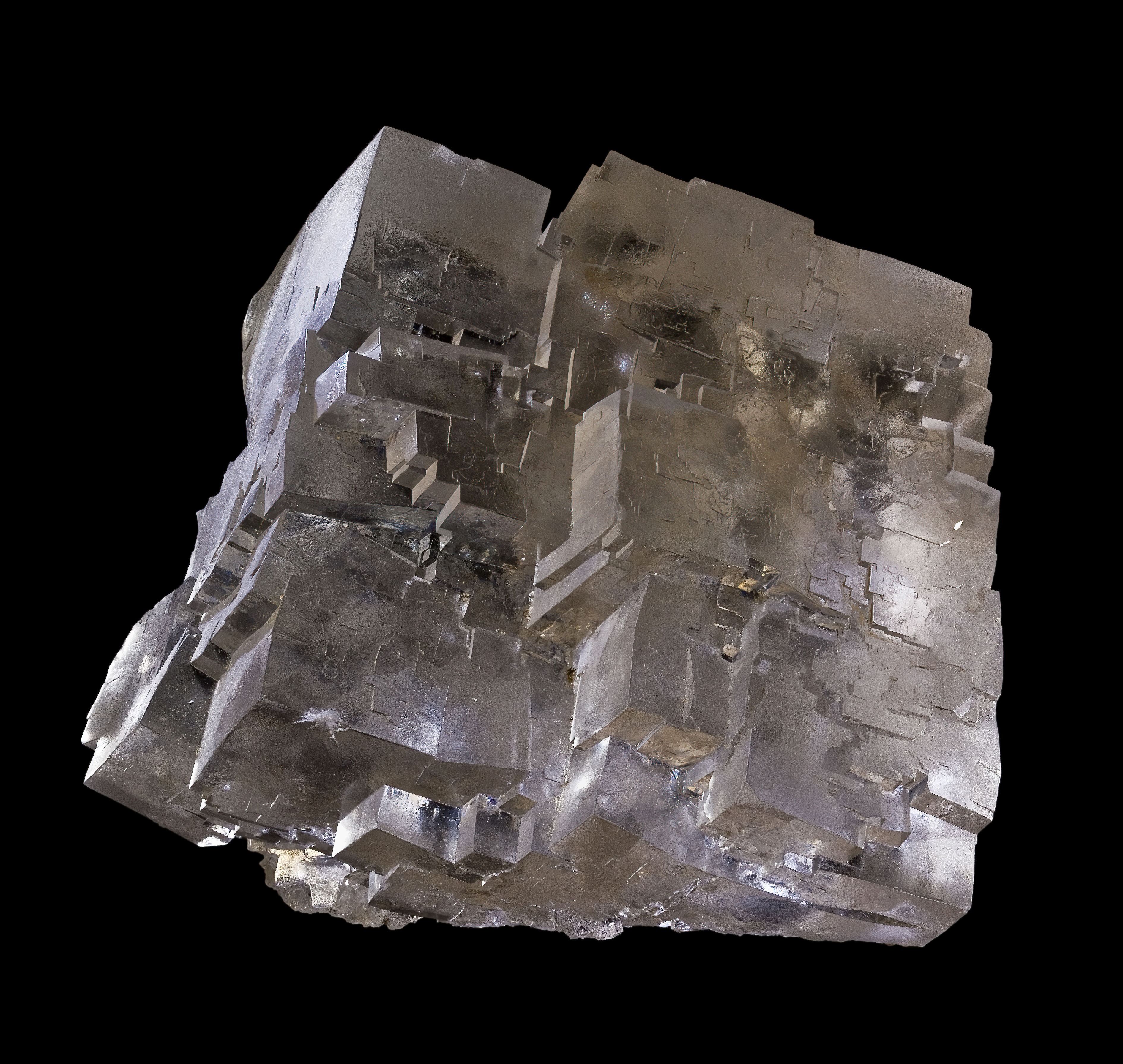
Cristale cubice de sare gemă

Sarea gemă (Halit) este o rocă sedimentară ce conține clorură naturală de sodiu (natriu) cristalizată în sistemul cubic. E numită popular sare de bucătărie.
Face parte din grupa evaporitelor.
Poate apărea co-cristalizată alături de o rocă sedimentară similară, și anume silvină, sub forma unei roci sedimentare mixte numite silvinit.

## Formarea
Formarea sării geme din România a avut loc ȋn “Marea Sarmatică”.
Depunerea sării s-a făcut ȋn bazine ȋnchise, la o climă aridă (cu puține precipitații), la temperaturi ridicate, cu o puternică expunere la soare, aer uscat, vânturi care favorizează evaporarea apei și la o suprasaturare a saramurii (peste 360 g săruri/litru).
Sarea se depune atunci când după evaporarea unei părți din apa marină mai rămâne cca 11% apă (89% din apă s-a evaporat), respectiv când concentrația depășeste 360 g sare la litru de saramură.

## Proprietăți
Se prezintă sub formă de cristale cubice, incolore, cu gust sărat, solubile în apă (37,7% la 0°C, 39,12% la 100 °C), greu solubile în alcool etilic (CH3CH2OH) și amoniac (NH3) lichid. Fiecare ion de Na este ȋnconjurat de 6 ioni de Cl și fiecare ion de Cl este ȋnconjurat de 6 ioni de Na. Așa se explică forma hexaedrică a halitului (cuburi).

Are punctul de topire 801 °C, punctul de fierbere 1440 °C și densitatea de 2,16 g/cm³.
La temperaturi mai mici de 15 °C cristalizează ca dihidrat, iar deasupra acestei temperaturi, anhidru.

Sarea gemă este higroscopică, fenomen care se datorează impurităților (în special clorură de magneziu - MgCl2).

## Zăcăminte
În România zăcăminte de sare se află în localități care poartă des denumirea de ocnă (mină de sare) ca de exemplu: Ocna Sibiului, Ocnele Mari, Târgu Ocna, Ocna Mureș, Ocna Dejului.

## Utilizări
Sarea este folosită în alimentație, industria conservelor, tăbăcărie etc. 
În industria chimică este întrebuințată ca materie primă pentru fabricarea de acid clorhidric (HCl), clor (Cl2), hidroxid de sodiu (NaOH, cunoscut sub denumirea populară de sodă caustică), sodiu metalic etc.
Cea mai bună și mai scumpă sare din lume este „Fleur de sel“ (90 € / kg), un produs din sare marină.